# Dom własny Paula Ehrlicha we Wrocławiu
Dom własny Paula Ehrlicha we Wrocławiu – zabytkowa willa znajdująca się przy ulicy Jastrzębiej we Wrocławiu, będąca pierwotnie prywatnym domem wrocławskiego architekta Paula Ehrlicha, łącząca w sobie elementy architektury willowej i landhausu. Obecnie własność Państwowej Wyższej Szkoły Teatralnej im. Ludwika Solskiego w Krakowie; od 2024 roku siedziba Autorskiego Liceum Przyszłości.

## Historia

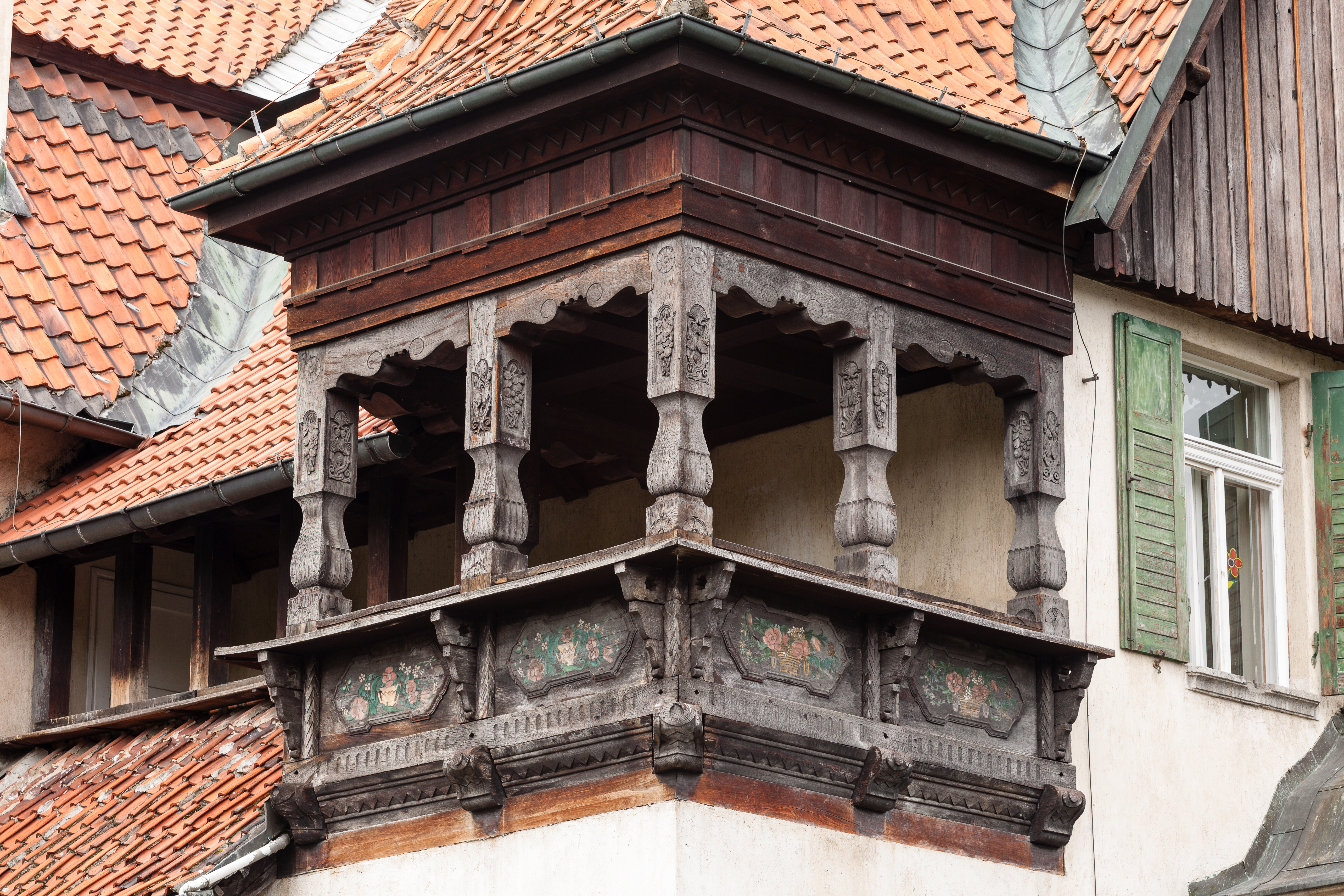
Balkon (2012)

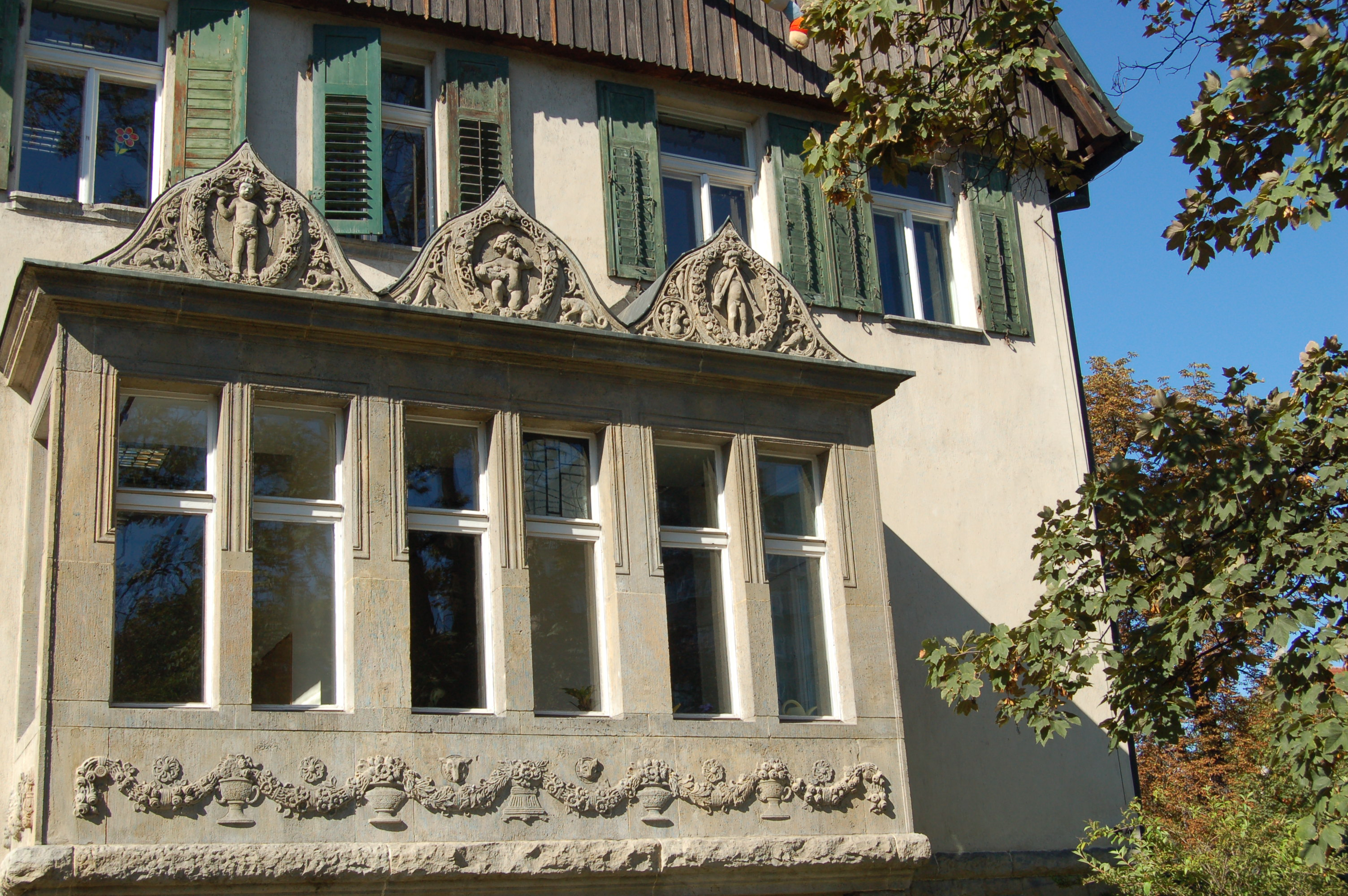
Kamienny wykusz (2012)

Teren, na którym znajduje się willa, jeszcze w drugiej połowie XIX wieku należał do wsi Borek. W 1871 roku berlińska spółka H. Quistrop & Co. wykupiła 100 mórg ziemi od właściciela wsi – Szpitala Świętej Trójcy – w celu wybudowania ekskluzywnego osiedla. W 1872 roku sporządzono plan parcelacji tego terenu. W 1897 roku Borek włączono w administracyjne granice Wrocławia. W 1898 roku, w drugiej, zachodniej części dawnej wsi, zaprojektowano nowoczesne osiedle, tzw. Borek II. Jej projektantami byli Alfred von Scholz i Alfred Frühwirt. Wytyczona działka 18/20 znajdowała się przy ówczesnej ulicy Scharnhorstrasse. Do 1905 roku, według księgi adresowej, działka o numerze 18/20 była niezabudowana, a jej sąsiednie działki 22/30 zarejestrowane zostały jako plac budowy. Od 1908 roku właścicielem działek 18/20 i 22 został Paul Ehrlich, przy czym działka nr 22 była zarejestrowana jako ogród. W Muzeum Architektury Wrocławia zachowały się projekty willi datowane na rok 1905. Prawdopodobnie pomiędzy rokiem 1905 a 1908 rozpoczęto i ukończono realizację projektu. W księdze adresowej z 1908 roku pod działką nr 22 znajdował się ogród, a pod działką o numerze 18/20 budynek mieszkalny.
W latach 1940–1943 jako właściciel willi występuje M. von Falkenhausen. Właścicielem działki nr 22 od 1936 do 1943 był Herrmann J.

## Architektura
Willa została zaprojektowana na planie zbliżonym do prostokąta. Jej układ wnętrz był dostosowany do kierunku padania światła. Wejście główne znajdowało się od strony północnej; połączone było z sienią i garderobą, a następnie prowadziło do obszernego holu z dużymi dwubiegunowymi schodami. W części północno-wschodniej znajdowała się kuchnia i spiżarnia z kredensem oraz boczna klatka schodowa prowadząca do sutereny. Po stronie południowej znajdował się pokój dzienny, salon i jadalnia połączona z werandą. Na I piętrze zaprojektowano główną sypialnię z pokojem toaletowym i łazienką, pokoje gościnne i służbowe oraz pracownię-gabinet właściciela domu połączony z drewnianym gankiem. Na poddaszu umieszczono dwa pokoje mieszkalne, a w suterenie znajdowały się mieszkania służbowe, składy i pomieszczenia gospodarcze. Wnętrze domu urządzone zostało w duchu typowego domu patrycjuszowskiego: w sieni wykonano drewniany strop belkowany, ściany obłożono boazerią, w pokojach zainstalowano kominki, okna zdobiły witraże firmy Hauswalt, a ściany i sufity ozdabiały polichromie firmy Heintze. Tak ozdobione wnętrza uzupełniono elementami „stylu rodzinnego” zaczerpniętymi z wzorcowego domu zaprojektowanego przez Hansa Poelziga w 1904 roku.
Bryła budynku ustawiona na nadziemnej części sutereny pokryta została mansardowymi dachami o różnej wysokości. Elewacja była rozczłonkowana ryzalitami i wykuszami; jeden z nich został podwieszony nad sutereną i zamknięto go trzema daszkami imitującymi kształt dachu mansardowego. Wykusz obłożony został kamieniem i ozdobiony płaskorzeźbami o formach wzorowanych na tych z końca XVIII wieku. Od strony południowo-wschodniej dach zakończony był galerią z werandą umieszczoną w południowym narożu domu i którą osłonięto drewnianymi balustradami. Balustrady i słupy dźwigające dach ozdobione były malarskimi i snycerskimi dekoracjami wzorowanymi na osiemnastowiecznym budownictwie miejskim. Elewacja w części sutereny wyłożona została kamienną rustyką autorstwa Richarda Schipkego o bogatym reliefie figuralnym i roślinnym. Powyżej cokołu ściany zostały otynkowane, a w części szczytowej wyłożone deskowaniem. Szczeblinowe okna miały różne wymiary. Cały projekt budynku stworzony był z myślą o połączeniu różnych form architektonicznych: historycznych, narodowych, regionalnych i etnicznych. Z tego powodu można w nim odnaleźć takie elementy jak masywny rustykalny cokół, portal o nordycko-romańskiej plecionce, odeskowany szczyt, drewniane okiennice, glorietę i krużganek, masywny wykusz wsparty na kroksztynach i mansardowe dachy.

## Po 1945 roku
Willa nie została zniszczona podczas działań wojennych w 1945 roku. Podczas oblężenia Wrocławia w budynku znajdował się punkt sanitarny dla żołnierzy radzieckich. Po wojnie jej wnętrza zostały przekształcone w kilka prywatnych mieszkań. W 1988 roku budynek został przekazany Państwowej Wyższej Szkole Teatralnej im. Ludwika Solskiego w Krakowie. W latach 1982–1988 budynek poddano generalnemu remontowi, przekształcając go i adaptując do celów dydaktycznych. Istniejącą w południowo-zachodnim narożniku loggię zabudowano i dobudowano do niej aneks z salą dydaktyczną wraz z tarasem; budynek powiększono również od strony zachodniej. Szkoła aktorska funkcjonowała w budynku do 2011 roku.
W latach 2012–2019 w budynku mieściła się niepubliczna szkoła podstawowa Szalom Alejchem. W kolejnych latach budynek wynajmowany był przez Autorską Szkołę Podstawową NAVIGO. Od 2014 roku w budynku znajduje się siedziba Autorskiego Liceum Przyszłości.